# Franklin Templeton
Franklin Resources Inc. este un holding american de investiții fondat în 1947 la New York, care împreună cu toate subsidiarele sale este cunoscut drept Franklin Templeton.
Este listat la New York Stock Exchange cu simbolul BEN, în onoarea lui Benjamin Franklin, după care este denumită compania de către fondatorul Rupert Johnson care îl admira.
Din 1973, sediul principal al companiei se mută din New York în San Mateo, California.
la 31 decembrie 2019 Franklin Templeton avea sub management active globale în valoare de 698 de miliarde de dolari.
În iulie 2020, Franklin Templeton a achiziționat Legg Mason, Inc., devenind una dintre cele mai mari firme independente din lume specializate în managementul investițiilor globale, cu active totale aflate în gestionare în valoare de 1,4 trilioane USD. Amprenta combinată crește prezența Franklin templeton în teritorii cheie și creează o platformă de investiții echilibrată între investitorii intitiționali și cei de retail.
Compania are peste 12.000 de angajați la nivel global și peste 1.300 de profesioniști în investiții . Are sucursale în 34 de țări oferind soluții în peste 160 de țări.

## Franklin Templeton în România
Compania este prezentă și în România unde deține active de 50 de milioane de dolari.
În iunie 2009, Franklin Templeton a câștigat licitația pentru administrarea Fondului Proprietatea,
în schimbul unui comision anual de 13 milioane de euro